# Santa Maria d'Escales
Santa Maria d'Escales és una església romànica de l'antiga parròquia d'Escales, al municipi actual de Montagut i Oix (Garrotxa). Està situada a l'esquerra del riu Llierca (poc després de la confluència de les rieres d'Oix i de Beget) sota els cingles d'Espàrrecs i a 300 m damunt el riu. És un monument inventariat a l'Inventari del Patrimoni Arquitectònic de Catalunya.

## Síntesi històrica
Els orígens d'aquest temple els trobem a principis del segle x. La primera notícia documentada del lloc la trobem l'any 977 quan en, l'acta fundacional de la canònica de Santa Maria de Besalú, se cita la villa de Scalis. L'església apareix citada com a tal per primera vegada l'any 1092 quan el noble Bernat Joan de la Clusa, senyor d'Ogassa, deixa en testament al Priorat de Santa Maria del coll de Panissars dues parts del delme de la parròquia d'Escales. Des d'aleshores l'església apareixerà documentada en nombrosos escrits testamentaris i de compravenda de terres properes, dels segles XI, XII i XIII.
A partir del 1598 coneixem molts detalls de la vida de Santa Maria d'Escales gràcies a un manuscrit Llibre d'obra de Nostra Senyora d'Escales que es conserva en l'arxiu provincial d'Oix, llibre on els clergues anotaven les reformes, deutes o censals. Aquestes anotacions arriben fins a finals del segle xviii. És justament l'any 1598 quan perd la categoria de parròquia i és adscrita a Sant Llorenç d'Oix. En el segle xvii es dugueren a terme obres de millora a l'església. Consta que s'empedrà la meitat de l'església i l'entrada, que es serrà un retaule i que es feren els altars de la Mare de Déu vella i de Sant Joan. En el 1666 consta que l'església tenia dues talles, de la Verge Maria: la vella i la nova. Cap al 1700 hi havia rector a Oix i un vicari per atendre les sufragànies de Talaixà, Ribelles, Escales i Hortmoier.
Durant la Guerra Civil de 1936 l'església va ser saquejada, com gran part dels temples de la zona, i va desaparèixer la talla de la Mare de Déu nova. S'ha postulat que la talla de la Mare de Déu vella és la que es troba en el MNAC com a Mare de Déu de Prunera. L'any 1976, els Amics de l'Alta Garrotxa van iniciar la neteja i restauració de l'edifici. El dia 15 d'agost se celebra l'aplec & de la Mare de Déu d'agost a Santa Maria d'Escales. Hi ha uns Goigs antics i uns de més nous dedicats a la Mare de Déu d'Escales.

## Descripció

### Exterior
Es tracta d'una església romànica d'una sola nau, força allargada amb capçalera a l'est formada. L'edifici té un conjunt de paraments que van del segle x al XIII, de manera que es pot afirmar que hi hagué diverses fases de construcció o de reforma. La part baixa dels murs de la nau corresponen al segle x, la part superior i la coberta de llosa daten del segle xi, la galilea adossada a la façana de ponent és del segle xii i l'absis semicircular, amb cornisa i finestral central, va ser construït el segle xiii substituint l'anterior capçalera.
La porta de l'església té la llinda inscrita amb la data de 1838 i la llegenda "HECE S T SCALI" dins un emmarcament. La galilea es troba al vessant nord, adossada a la façana de ponent i sobre la galilea s'hi va construir en època moderna una cambra destinada a habitatge que actualment és utilitzada com a refugi de muntanya. Aquest recreixement de la galilea oculta parcialment la torre de campanar, que originalment s'alçava sobre la façana oest. Aquest campanar és de torre, de planta quadrada, amb teulat a dues vessants. Té una obertura en cada costat, tot i que parcialment cegades, a excepció del mur oest on n'hi ha dues. Una escala de pedra adossada a la part exterior del mur nord del temple permet accedir a la torre.
Al mur de migdia hi ha quatre finestres i una cornisa i una cinquena es troba en la part central de l'absis.

### Interior
Els murs laterals de la nau, que van ser aixecats en el segle xi presenten una característica única a la Garrotxa: estan reforçats per arcs formers els quals estan distribuïts de manera irregular. En el mur sud n'hi ha quatre, mentre que al costat nord només n'hi ha dos, que són de majors dimensions. 
En el mur nord de l'absis, prop del presbiteri s'obre una petita capella, mentre que en el costat sud només queda un arc de mig punt, que probablement també comunicava amb una altra capella lateral.
Es conserven dues piques a l'interior de l'església; una d'elles és baptismal, senzilla i sense decoració. La seva alçada és de 68 cm i té un diàmetre de 51 cm. L'altra pica és d'oli, és rectangular amb un orifici de sortida pels líquids. Les seves mides exteriors són de 56x42 centímetres, i les interiors són de 36x30 centímetres.